# Distrito de Dhanbad
Dhanbad (en hindi; धनबाद जिला) es un distrito de la India en el estado de Jharkhand. Código ISO: IN.JK.DH.
Comprende una superficie de 2075 km².
El centro administrativo es la ciudad de Dhanbad.

## Demografía
Según censo 2011 contaba con una población total de 2 682 662 habitantes, de los cuales 1 276 815 eran mujeres y 1 405 847 varones.